# Procida
Procida község (comune) Olaszország Campania régiójában, Nápoly megyében.

## Fekvése
Az azonos nevű szigeten a Nápolyi-öbölben a Misenói-fok és Ischia szigete között. A Misenói-foktól egy 3,4 km széles szoros választja el. A hozzátartozó aprócska Vivara szigetével együtt Nápoly megye egyik önálló községe.

## Geológiája
A sziget vulkáni eredetű, keletkezése a Campi Flegrei vulkanizmusának következménye. 55-17 ezer évvel ezelőtt lezajlott sorozatos vulkánkitörések eredményeként alakult ki. A sziget domborzata alacsony, legmagasabb része a Terra Murata (91 m). Sok kis öble van, mindegyik félig tengerszint alá ereszkedett kráterperem.

## Története
A nevének eredetére több magyarázat is létezik. Egyes feltételezések szerint, latin neve a Procytha a Prima Cyme megnevezésbő származik, amelynek jelentése Cumae mellett. Más feltételezések szerint a Prochyta név a görög proketai szóból ered, amelynek jelentése (part) előtti (utalva a sziget földrajzi fekvésére, közel a Misenói-fokhoz).
Procida az i. e. 16-15 században Mükéné birtoka volt. Őket az i. e. 8 században a cumaei görög telepesek váltották. A rómaiak idejében a sziget a római patriciusok kedvelt üdülőhelye volt. A Nyugatrómai Birodalom bukása után a Nápolyi Hercegség birtoka lett. A sorozatos szaracén, gót és vandál támadások miatt a sziget lakossága erődített falvakat épített. A normannok érkezésével Procida és a Misenói-fok végén elterülő terület (a mai Monte di Procida) a Da Procida nemesi család hűbérbirtoka lett. 1339-ben, Ischia szigetével együtt a francia Cossa család birtokába került át, akik a nápolyi Anjou királyok hűséges támogatói voltak. Ebben az időszakban lendült fel a sziget gazdasági élete, miután a mezőgazdaságot felváltotta a halászat. V. Károly uralkodása idején a város a D’Avalos család tulajdonába került. Ebben az időben gyakran vált a török kalózok fosztogatásainak célpontjává. 1744-ben III. Károly Procidát királyi kikötővé nevezte ki. Ebben az időben érte el virágzásának csúcsát. Miután támogatta a Parthenopéi Köztársaságot, a Bourbon királyok visszatérésével, a sziget tizenkét lakosát megtorlásképpen kivégezték. A napóleoni háborúk során többször is elfoglalták kedvező stratégiai helyzete miatt. A 20. század elején Procida elvesztette a szárazföldi területeit, amelyek helyén egy új település alakult ki: Monte di Procida.

## Népessége
A népesség számának alakulása:

## Fő látnivalói
- Marina Grande' – a sziget kikötője,
- Palazzo Montefusco' – 12. századi nemesi palota, a kikötővel átellenben
- San Leonardo-templom' – 16. században épült
- Madonna delle Grazie-templom' – a 18. században épült
- Piazza dei Martiri – Procida főtere

## Gazdasága
Procida gazdaságának nagy részét elsősorban a hanyatlóban levő hajógyártás adja. A turizmus egyre jelentősebb részt foglal el a sziget gazdasági életében.

## Procida az irodalomban és a filmvásznon
Számos regény történetének színhelye Procida. Ezek közül a legismertebb Alphonse de Lamartine regénye a Graziella, valamint Elsa Morante 1957-ben írt regénye a L’isola di Arturo. A sziget szolgáltatta a hátteret 1957-ben a Vacanze a Ischia (Nyaralás pénz nélkül Vittorio De Sica és Peppino De Filippo főszereplésével ), az Il Postino és a The Talented Mr. Ripley (A tehetséges Mr. Ripley)  című filmekhez